# Бовоне, Альберто
Альберто Бовоне (итал. Alberto Bovone; род. 11 июня 1922, Фругароло, королевство Италия — 17 апреля 1998, Рим, Италия) — итальянский куриальный кардинал и ватиканский сановник. Титулярный архиепископ Кесарии Нумидийской с 5 апреля 1984 по 21 февраля 1998. Секретарь Конгрегации доктрины веры с 8 апреля 1984 по 13 июня 1995. Префект Конгрегации по канонизации Святых с 13 июня 1995 по 17 апреля 1998. Кардинал-дьякон с титулярной диаконией Оньиссанти-ин-виа-Аппиа-Нуова с 21 февраля 1998. 